# Karlen Aramovič Abgarjan
Karlen Aramovič Abgarjan (rusky Карлен Арамович Абгарян; 4. září 1928 Amasiya – 4. února 1995 Petrohrad) byl rusko-arménský kybernetik a profesor.

## Život
V roce 1952 ukončil studium na Moskevském leteckém institutu a působil zde dál jako vedoucí laboratoře, učitel, docent, vedoucí katedry a děkan fakulty aplikované matematiky až do roku 1977. V letech 1977 až 1979 byl ředitelem Ústavu mechaniky Akademie věd Arménské SSR a v období 1979 až 1986 ředitelem výpočtového střediska Akademie věd Arménské SSR. Roky 1987 až 1994 stávil jako přední výzkumný pracovník na Moskevském leteckém institutu.
Zabýval se teoriemi automatických řídicích systémů, teorií diferenciálních a integro-diferenciálních rovnic, metodami konstrukce dynamických charakteristik vícerozměrných nestacionárních řídicích systémů. Byl členem Americké matematické společnosti. Od roku 1987 byl korespondenčním členem Ruské akademie věd.